# Nil z Rossano
Nilem z Rossano, zwany też Nilem Młodszym, imię chrzcielne Mikołaj (Nikolaos) (ur. 910, zm. 27 grudnia 1004 we Frascati) – święty katolicki i prawosławny, eremita.

## Życiorys
Pochodził z miejscowości Rossano w Kalabrii. Jego rodzice byli Grekami. Ożenił się, jednak żona zmarła mu wcześnie po tym wydarzeniu mając około trzydziestu lat zaczął służyć Bogu przy katedrze w Rossano. Był to obszar Włoch znajdującym się pod panowaniem cesarzy wschodnich, dlatego święty należał do obrządku bizantyjskiego i wkrótce wstąpił do klasztoru bazylianów – mnichów tradycji, bizantyjskiej według reguły św. Bazylego Wielkiego – w San Nazario koło Salerno. Przyjął imię Nil na cześć św. Nila Synaity.
Po kilku latach we wspólnocie zakonnej został pustelnikiem w grocie pw. św. Michała. Czas wypełniała mu praca ręczna, modlitwa, czytanie świętych ksiąg i pisanie (niektóre zachowały się do dziś). W 943 r. przyłączył się do niego bł. Stefan oraz jego przyjaciel bł. Jerzy. Gdy w latach 952–953 na południowe Włochy najeżdżali arabscy piraci, przenieśli się do pustelni św. Hadriana i św. Natalii. Stamtąd udawali się często do okolicznych miast i wsi, by nauczać i wzywać do pokuty.
Po śmierci biskupa Rossano chciano go wybrać do pełnienia tej godności, lecz się nie zgodził, mówiąc, że złożył ślub, iż nie będzie przyjmował żadnych godności kościelnych. Taką samą propozycję z podobnym skutkiem złożyli mu mieszkańcy Kapui w 981 r. po śmierci ich biskupa. Święty Nil znalazł się w Kapui po ponownych najazdach Saracenów na Włochy w 978 r.
Z Kapui wybrał się do Monte Cassino, aby przyjrzeć się życiu benedyktynów. Benedyktyni przywitali go z szacunkiem i ofiarowali mu mały klasztor w Vellelucio tu na przełomie 987/988 roku, zawitał w niego Wojciech z Pragi (późniejszy święty Wojciech), który – opuściwszy swoją stolicę biskupią – wędrował do Ziemi Świętej. Nil dziwił się jego entuzjazmowi pielgrzymiemu, tłumacząc i cytując świętego Hieronima: Nie to, że się było w Jerozolimie, lecz to, że się w Jerozolimie cnotliwie żyło jest chwalebne i zbawienne. Za jego radami Wojciech poprzestał pielgrzymowania, wrócił do Rzymu i wyruszył w misję do Bolesława Chrobrego.
Nil założył drugie opactwo w Serperii koło Gaety skąd udał się do papieża Grzegorza V chcąc oddać mu hołd oraz prosić o złagodzenie kary dla antypapieża Jana XVI wcześniej mnicha z Rossano. Po powrocie z Rzymu spotkał się tu z cesarzem Ottonem III.
W wieku dziewięćdziesięciu lat założył jeszcze jeden klasztor w Grottaferrata. Mnisi wybudowali tu klasztor i kościół istniejący do dziś. Opiekują się nim bazylianie i znajduje się w nim kaplica poświęcona św. Nilowi, a w niej ważniejsze sceny z życia świętego. Zmarł 27 grudnia 1004 r. w klasztorze św. Agaty we Frascati.

## Kult świętego
W 1586 Baroniusz wpisał św. Nila do Martyrologium Rzymskiego.
Święty sprzed wielkiej schizmy wschodniej (1054) – czczony przez wiernych Kościoła katolickiego i prawosławnego.
Wspomnienie w Kościele Katolickim przypada 26 września.